# Schutztruppe

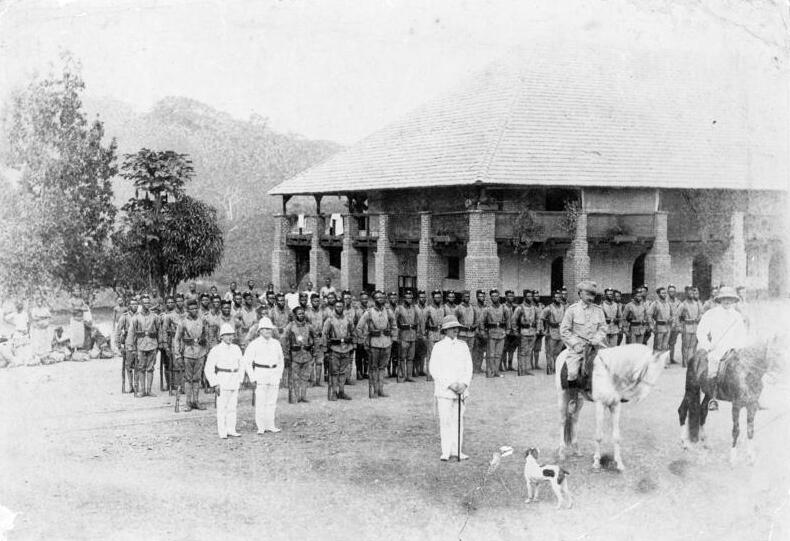
Schutztruppe met inheemse soldaten in Ebolowa, Kameroen

De Schutztruppe was een koloniaal leger in de Afrikaanse koloniën van het Duitse Keizerrijk.  Het bestond vanaf de late 19e eeuw tot en met 1918, het jaar waarin Duitsland zijn koloniën verloor. 
Net als andere koloniale legers bestond de Schutztruppe uit Europese officieren en onderofficieren die zich op vrijwillige basis hadden aangemeld. De manschappen met lagere rangen werden doorgaans gerekruteerd uit de lokale bevolking. In Duits Oost-Afrika stonden ze bekend onder de naam Askari. 
In Duits-Nieuw-Guinea (tevens de Bismarck-archipel en de noordelijke Pacifische eilanden) en Duits-Samoa werden politie-eenheden in plaats van Schutztruppe ingezet. In Kiautschou verzorgde de marine de verdediging. 
Het besluit om in Duits-Oost-Afrika Schutztruppe te formeren, kwam op 22 maart 1891 in de Reichstag tot stand. Voor Togoland, Duits-Kameroen en Duits-Zuidwest-Afrika kwam dat op 9 juni 1895. Organisatorisch vielen de Schutztruppe nooit onder de landmacht of de marine. In 1895 werd het hoofdkantoor van de Schutztruppe gevestigd in de Mauerstraße te Berlijn, niet ver van het Reichskolonialamt, het onderdeel van het ministerie van Buitenlandse Zaken dat de koloniën beheerde. Bij de Schutztruppe was de Duitse militaire wetgeving van kracht.